# 올림픽 공원 (베이징시)

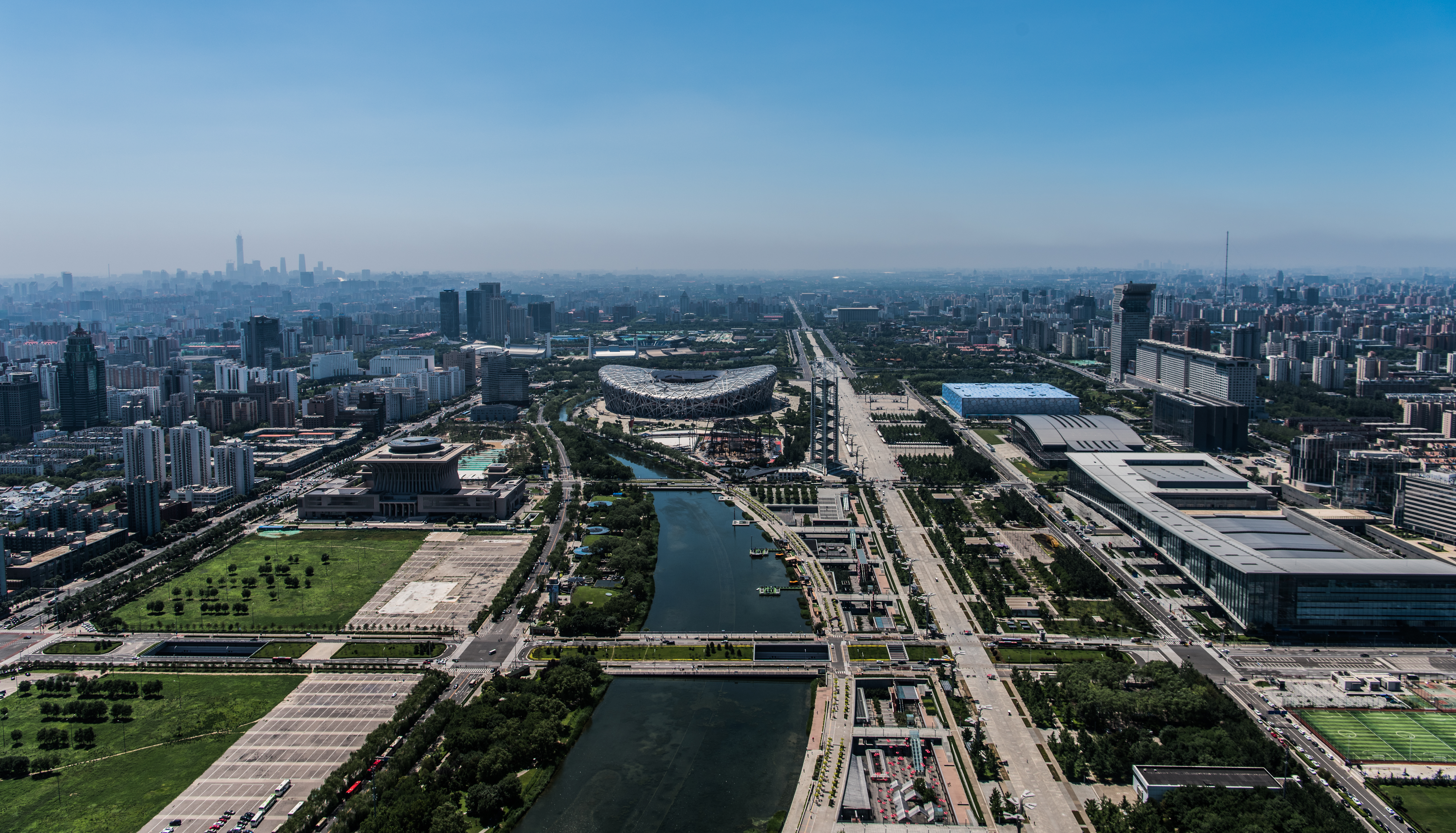

올림픽 공원(奥林匹克公園)은 중화인민공화국 베이징시 차오양 구에 위치한 공원이다. 2008년 베이징 하계 올림픽 개최를 위해 정비된 종합 운동 공원이며 애칭은 올림픽 그린(Olympic Green)이다.

## 같이 보기
- 2008년 하계 올림픽 경기장
- 2022년 동계 올림픽